# Sei fondatori
     Sei fondatori
     Sette esterni

I sei fondatori insieme ai sette esterni dal 1960 al 1972
Sei fondatori
Sette esterni

I Sei fondatori, o semplicemente "I Sei", erano i sei Stati membri fondatori delle Comunità europee. Erano in contrasto con i sette esterni che formarono l'Associazione europea di libero scambio (ALSE, nota in inglese come EFTA) piuttosto che impegnarsi nell'integrazione sovranazionale europea. Cinque dei Sette Esterni si unirono successivamente alle Comunità europee.
| Sei fondatori                                                              | Sette esterni                                                                   |
| -------------------------------------------------------------------------- | ------------------------------------------------------------------------------- |
| - - Belgio - Francia - Italia - Lussemburgo - Paesi Bassi - Germania Ovest | - Austria - Danimarca - Norvegia - Portogallo - Svezia - Svizzera - Regno Unito |

## Storia
I sei fondatori sono coloro che hanno risposto alla richiesta della Dichiarazione Schuman di riunire le risorse di carbone e acciaio sotto un'alta autorità comune. I sei firmarono il Trattato di Parigi creando la Comunità europea del carbone e dell'acciaio il 18 aprile 1951 (che entrò in vigore il 23 luglio 1952). In seguito a ciò, tentarono di creare una Comunità europea di difesa: con l'idea di consentire alla Germania Ovest di riarmarsi sotto l'autorità di un comando militare europeo comune, nel 1952 fu firmato un trattato. Tuttavia, il piano venne respinto dal Senato di Francia, che corredò anche il progetto di trattato per una Comunità politica europea (che avrebbe creato una federazione politica per garantire il controllo democratico sul nuovo esercito europeo). Il presidente dell'Alta Autorità CECA e architetto della CECA, Jean Monnet si dimise per protesta e iniziò a lavorare su un nuovo piano incentrato su settori economici.
La dipendenza dal petrolio d'oltremare e il costante esaurimento dei depositi di carbone hanno portato all'idea di una comunità di energia atomica (una comunità separata è stata favorita da Monnet, piuttosto che semplicemente estendere i poteri della CECA come suggerito dall'Assemblea comune). Tuttavia, i paesi del Benelux (Belgio, Paesi Bassi e Lussemburgo) e la Germania desideravano un mercato comune (sebbene contrastato da Francia e Monnet). Al fine di conciliare le due idee, entrambe le comunità sarebbero state create. Pertanto, i sei firmarono i trattati di Roma nel 1957, istituendo la Comunità economica europea e la Comunità europea dell'energia atomica. Le istituzioni di queste comunità sarebbero state successivamente fuse nel 1967, portando a loro collettivamente note come "Comunità europee". I sei continuarono nella loro cooperazione fino al 1973, quando furono raggiunti da due dei sette esterni (Regno Unito e Danimarca) e Irlanda.

## Allargamento e Brexit
Gli eventi della crisi di Suez del 1956 mostrarono al Regno Unito che non poteva più operare da solo, rivolgendosi invece agli Stati Uniti e alla Comunità europea. La Gran Bretagna, insieme a Danimarca, Irlanda e Norvegia, fecero richiesta di adesione nel 1960. Tuttavia, allora, il presidente francese Charles de Gaulle vide l'adesione britannica alla Comunità come un cavallo di Troia per gli interessi degli Stati Uniti, e quindi dichiarò che avrebbe posto il veto all'adesione britannica. I quattro paesi ripresentarono le loro domande l'11 maggio 1967 e con Georges Pompidou succeduto a Charles de Gaulle come presidente francese, il veto fu revocato. I negoziati iniziarono nel 1970 e due anni dopo furono firmati i trattati di adesione con tutti, tranne la Norvegia, che aderivano alla Comunità (la Norvegia respinse l'adesione a un referendum del 1972). Nel 1981 la Grecia si unì alla Comunità europea, portando il numero a dieci. Dopo la sua rivoluzione democratica, il Portogallo avrebbe anche lasciato l'EFTA per unirsi alle Comunità nel 1986, insieme alla Spagna. I dodici furono raggiunti dalla Svezia, dall'Austria e dalla Finlandia (che avevano aderito all'EFTA nel 1986) nel 1995, lasciando solo la Norvegia e la Svizzera come i restanti membri dei sette esterni originali, sebbene l'EFTA avesse guadagnato due nuovi membri (Islanda e Liechtenstein) nel tempo intermedio. D'altro canto, l'adesione alle Comunità, ora Unione europea (UE), aveva raggiunto i 28 membri. Con l'approvazione della Brexit, che ha visto il Regno Unito lasciare l'UE alle ore 23:00 GMT del 31 gennaio 2020 dopo il risultato del referendum del giugno 2016, l'UE conta attualmente 27 membri.

## Gruppi "fondatori" moderni
Oggi, ci sono ancora alcuni gruppi all'interno dell'Unione europea che si integrano più velocemente di altri, ad esempio la zona euro e lo Spazio Schengen. Il trattato di Lisbona prevede disposizioni per l'integrazione di un gruppo di paesi senza inclusioni di altri se non desiderano aderire poiché, a seguito del rifiuto della Costituzione europea, alcuni capi di stato desideravano creare un'Europa federale interna, più altamente integrata all'interno un'Unione europea più lenta.
I sei fondatori sono oggi tra i membri più integrati dell'Ue.
| Partecipante | Schengen | SLSG | CDFUE | Euro | SEE | MES | PBE | MRU | Euro+ | PSDC | Prüm | Brevetti | Divorzio | Simboli |
| ------------ | -------- | ---- | ----- | ---- | --- | --- | --- | --- | ----- | ---- | ---- | -------- | -------- | ------- |
| Belgio       | x        | x    | x     | x    | x   | x   | x   | x   | x     | x    | x    | x        | x        | x       |
| Francia      | x        | x    | x     | x    | x   | x   | x   | x   | x     | x    | x    | x        | x        | x       |
| Germania     | x        | x    | x     | x    | x   | x   | x   | x   | x     | x    | x    | x        | x        | x       |
| Italia       | x        | x    | x     | x    | x   | x   | x   | x   | x     | x    | x    | x        | x        | x       |
| Lussemburgo  | x        | x    | x     | x    | x   | x   | x   | x   | x     | x    | x    | x        | x        | x       |
| Paesi Bassi  | x        | x    | x     | x    | x   | x   | x   | x   | x     | x    | x    | x        | o        | o       |
| Partecipante | Schengen | SLSG | CDFUE | Euro | SEE | MES | PBE | MRU | Euro+ | PSDC | Prüm | Brevetti | Divorzio | Simboli |

 x  – membro
 o  – non membro